# جو پشی
جوزف فرانک پشی (به انگلیسی: Joseph Pesci) (زادهٔ ۹ فوریه ۱۹۴۳) که بیشتر با نام جو پشی شناخته می‌شود، بازیگر و خوانندهٔ آمریکایی است که به خاطر بازی در فیلم‌های گانگستری معروف شده‌است.
وی یکی از برترین بازیگران فیلم‌های گانگستری می‌باشد که طرفداران فیلم‌ها به ویژه ژانر گانگستری با نقش‌های ماندگار او در این فیلم‌ها خاطره‌های بسیاری دارند.
وی در سال ۱۹۹۱ برای فیلم رفقای خوب (Good fellas 1990) برنده جایزه اسکار بهترین بازیگر مکمل مرد شد.

## زندگی
پشی در نیوجرسی در خانواده‌ای ایتالیایی‌تبار به دنیا آمد. وی اصالتاً ایتالیایی است و نسب او به تورین و آکویلونیا در استان آولینو بازمی‌گردد. مادرش، ماریا (مسچه)، پاره وقت به آرایشگری می‌پرداخت و پدرش، آنجلو پشی، در جنرال موتورز راننده لیفتراک بود و برای کافه‌ها و بارها کار می‌کرد. پشی در بلویل بزرگ شد و از دبیرستان بلویل فارغ‌التحصیل شد. حضور او روی صحنهٔ تئاتر به زمانی بازمی‌گردد که تنها پنج سال بیشتر نداشت و در نهایت، در ۱۰ سالگی، به‌طور منظم در یک برنامه تلویزیونی متنوع به نام Startime Kids شرکت می‌کرد که در آن کانی فرانسیس نیز حضور داشت.

## فعالیت حرفه ای
وی در دههٔ ۶۰ به عنوان خواننده فعالیت می‌کرد که در گروه او فرانک وینسنت نیز او را همراهی می‌کرد. فعالیت اصلی پشی در بازیگری، با فیلم گاو خشمگین شروع و در دهه‌های ۸۰ و ۹۰ از مشهورترین بازیگران فیلم‌های مافیایی شد.
از مشهورترین آثاری که وی در آن ایفای نقش داشته‌است می‌توان به رفقای خوب محصول سال ۱۹۹۰ در نقش تامی و کازینو در نقش نیکی محصول سال ۱۹۹۵ اشاره کرد.
او در سال ۱۹۹۹ از کار بازیگری دست کشید و خود را بازنشسته اعلام کرد ولی در سال ۲۰۰۵ با بازی در فیلم چوپان خوب به کارگردانی رابرت دنیرو دوباره به عالم سینما بازگشت.
آخرین فیلمی که وی در آن ایفای نقش داشته‌است فیلم مرد ایرلندی (فیلم ۲۰۱۹) محصول سال ۲۰۱۹ اثر مارتین اسکورسیزی است که در آن در نقش راسل بوفالینو بازی کرده‌است. وی علاقه‌ای به بازی در این فیلم نداشته اما با پا فشاری مارتین اسکورسیزی و به ویژه رابرت دنیرو وی این نقش را پذیرفت، و او بار دیگر پا به دنیای تبهکاران و مافیا گذاشت و در نقش خود درخشید.

## فیلم‌شناسی

### سینما
| سال  | عنوان                                  | نقش                      | توضیحات |
| ---- | -------------------------------------- | ------------------------ | --- |
| ۱۹۶۱ | Hey, Let's Twist!                      | رقصندهٔ باشگاه پپرمینت    | تک‌جلوه |
| ۱۹۷۶ | The Death Collector                    | جو سالوینو               | |
| ۱۹۸۰ | گاو خشمگین                             | جویی لاموتا              | BAFTA Award for Best Newcomer National Board of Review Award for Best Supporting Actor National Society of Film Critics Award for Best Supporting Actor جایزه حلقه منتقدان فیلم نیویورک برای بهترین بازیگر نقش مکمل مرد نامزد – جایزه اسکار بهترین بازیگر نقش مکمل مرد نامزد – جایزه گلدن گلوب بهترین بازیگر نقش مکمل مرد |
| ۱۹۸۲ | I'm Dancing as Fast as I Can           | راجر                     | |
| ۱۹۸۲ | Dear Mr. Wonderful                     | روبی دنیس                | |
| ۱۹۸۳ | Eureka                                 | مایاکوفسکی               | |
| ۱۹۸۳ | Easy Money                             | نیکی کرونه               | |
| ۱۹۸۴ | روزی روزگاری در آمریکا                 | فرانکی مینالدی           | |
| ۱۹۸۴ | Everybody in Jail                      | کورادو پاریسی            | |
| ۱۹۸۵ | Half Nelson                            | راکی نلسون               | تله‌فیلم |
| ۱۹۸۷ | Man on Fire                            | دیوید کولیج              | |
| ۱۹۸۸ | مون‌واکر                                | فرانکی لیدئو             | |
| ۱۹۸۸ | The Legendary Life of Ernest Hemingway | جان دوس پاسوس            | |
| ۱۹۸۹ | اسلحه مرگبار ۲                         | لئو گتز                  | |
| ۱۹۹۰ | Catchfire                              | لئو کارلی                | AKA Backtrack (تک‌جلوه) |
| ۱۹۹۰ | Betsy's Wedding                        | اسکار هنر                | |
| ۱۹۹۰ | رفقای خوب                              | تامی دویتو               | جایزه اسکار بهترین بازیگر نقش مکمل مرد Boston Society of Film Critics Award for Best Supporting Actor Chicago Film Critics Association Award for Best Supporting Actor Kansas City Film Critics Circle Award for Best Supporting Actor Los Angeles Film Critics Association Award for Best Supporting Actor National Board of Review Award for Best Supporting Actor نامزد – جایزه گلدن گلوب بهترین بازیگر نقش مکمل مرد نامزد – National Society of Film Critics Award for Best Supporting Actor نامزد – جایزه حلقه منتقدان فیلم نیویورک برای بهترین بازیگر نقش مکمل مرد |
| ۱۹۹۰ | تنها در خانه                           | هری لیم                  | |
| ۱۹۹۱ | The Super                              | لویی کریتسکی             | |
| ۱۹۹۱ | جی‌اف‌کی                                 | دیوید فریه               | |
| ۱۹۹۲ | پسرعمویم وینی                          | وینسنت لاگواردیا گامبینی | American Comedy Award for Funniest Actor in a Motion Picture نامزد – MTV Movie Award for Best Comedic Performance |
| ۱۹۹۲ | اسلحه مرگبار ۳                         | لئو گتز                  | |
| ۱۹۹۲ | چشم عمومی                              | لئون برنشتاین            | |
| ۱۹۹۲ | تنها در خانه ۲: گم‌شده در نیویورک       | هاری لیم                 | |
| ۱۹۹۳ | داستانی از برانکس                      | کارمین                   | تک‌جلوه |
| ۱۹۹۴ | جیمی هالیوود                           | جیمی آلتو                | |
| ۱۹۹۴ | با افتخار (فیلم)                       | سیمون وایلدر             | |
| ۱۹۹۵ | کازینو                                 | نیکی سانتورو             | نامزد – MTV Movie Award for Best Villain |
| ۱۹۹۷ | 8 Heads in a Duffel Bag                | تامی اسپینلی             | |
| ۱۹۹۷ | Gone Fishin'                           | جو واترز                 | |
| ۱۹۹۸ | اسلحه مرگبار ۴                         | لئو گتز                  | نامزد – Blockbuster Entertainment Award for Favorite Supporting Actor – Action/Adventure نامزد – Golden Raspberry Award for Worst Supporting Actor |
| ۲۰۰۶ | چوپان خوب                              | جوزف پالمی               | تک‌جلوه |
| ۲۰۱۰ | Love Ranch                             | چارلی بونتمپو            | |
| ۲۰۱۶ | A Warrior's Tail                       | موسکیوتو                 | صدا؛ نسخهٔ انگلیسی |
| ۲۰۱۹ | The Irishman                           | راسل بوفالینو            | |

### تلویزیون
| سال  | عنوان                | نقش            | توضیحات                                            |
| ---- | -------------------- | -------------- | -------------------------------------------------- |
| ۱۹۶۶ | The Lucy Show        | رهبر موزیسین‌ها | ۲ قسمت                                             |
| ۱۹۸۵ | Half Nelson          | راکی نلسون     | ۶ قسمت                                             |
| ۱۹۹۲ | Tales from the Crypt | ویک/جک         | قسمت: "Split Personality" نامزد – جایزه کیبل‌ای‌سی‌ئی |
| ۱۹۹۲ | پخش زنده شنبه شب     | Host           | قسمت: "Joe Pesci/The Spin Doctors"                 |

## جوایز
- ۲۰۲۰ -نامزد اسکار بازیگر نقش مکمل مرد برای فیلم مرد ایرلندی (فیلم ۲۰۱۹)
- ۱۹۹۱ -برنده اسکار بازیگر نقش مکمل مرد برای فیلم رفقای خوب
- ۱۹۸۱ -نامزد اسکار بازیگر نقش مکمل مرد برای فیلم گاو خشمگین